# Grypocoris
Grypocoris är ett släkte av insekter. Grypocoris ingår i familjen ängsskinnbaggar.
Släktet innehåller bara arten Grypocoris sexguttatus.

## Bildgalleri

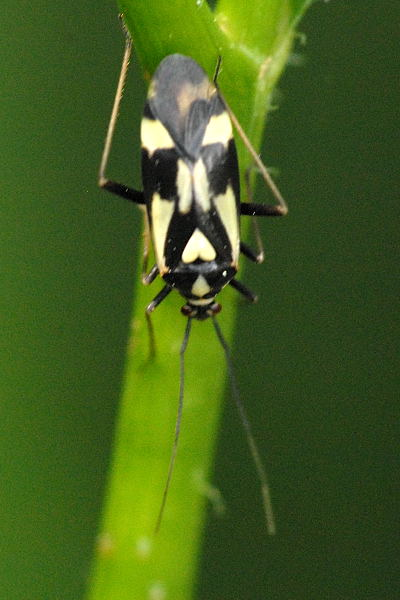
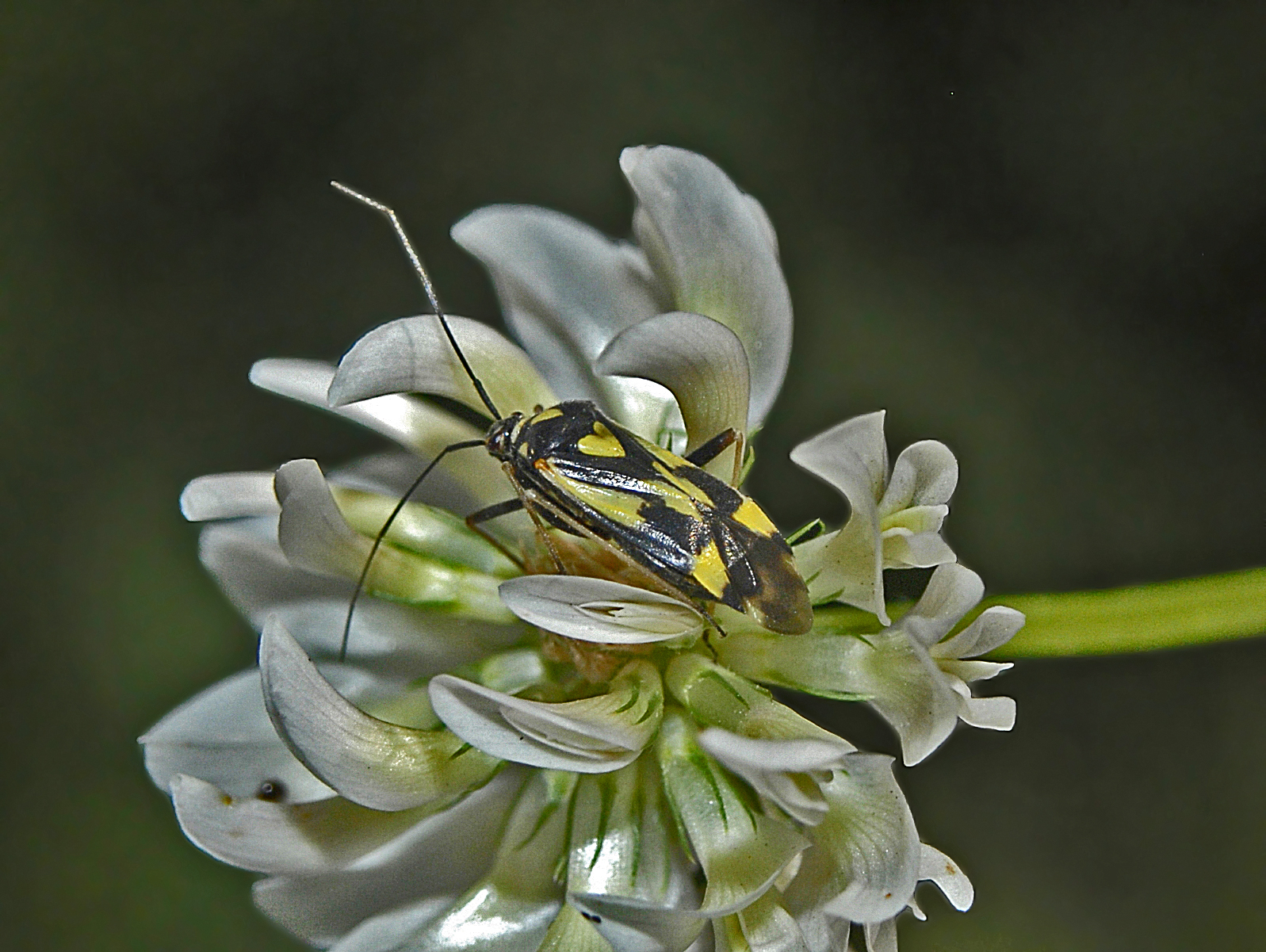
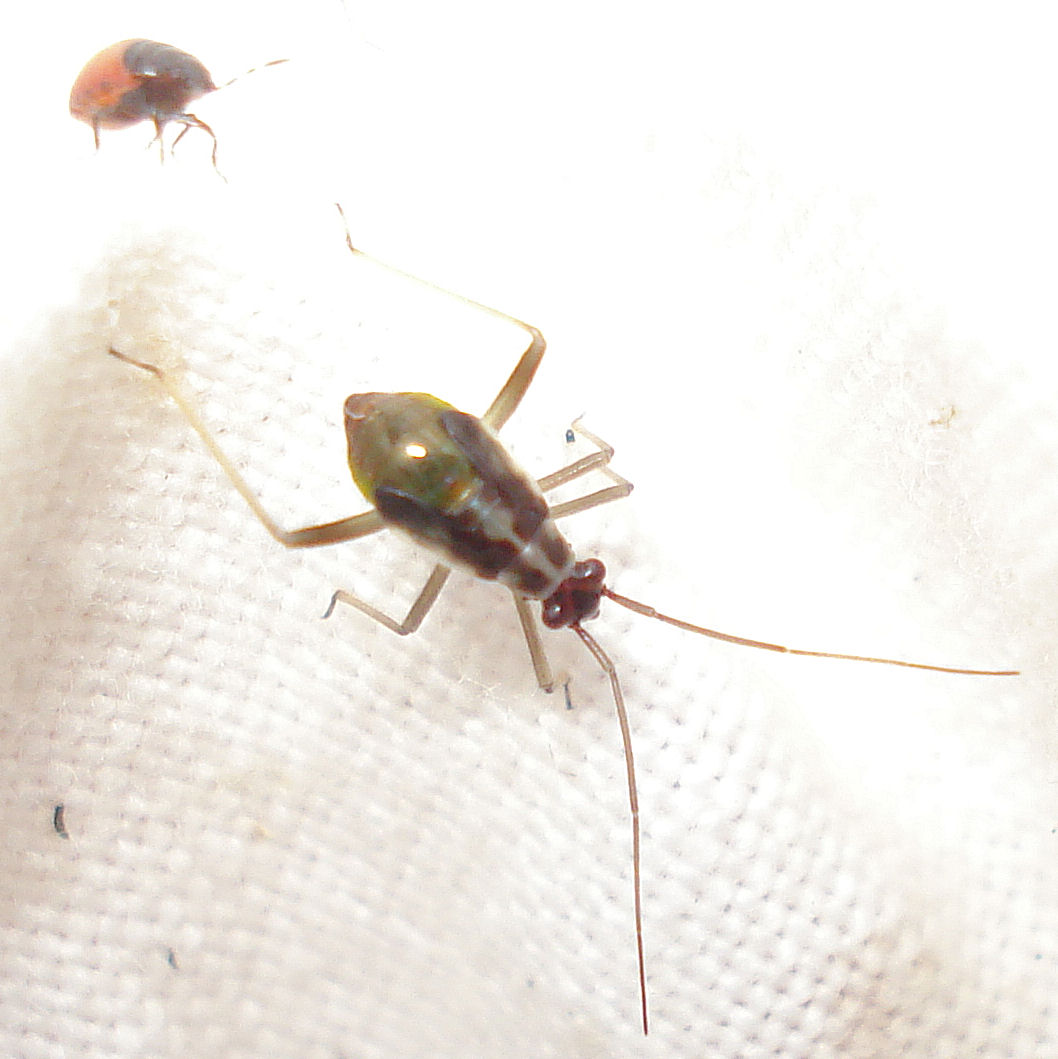
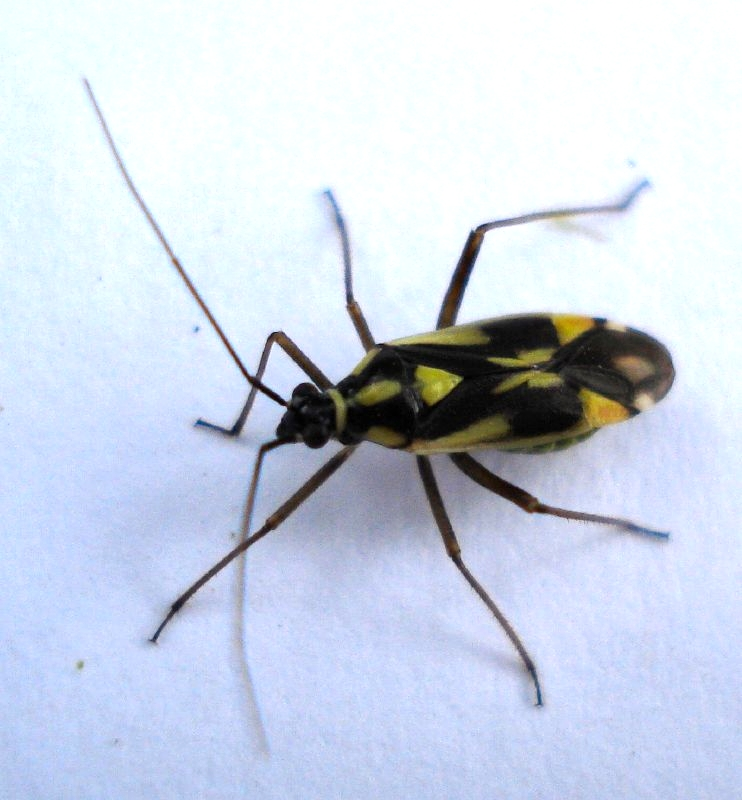
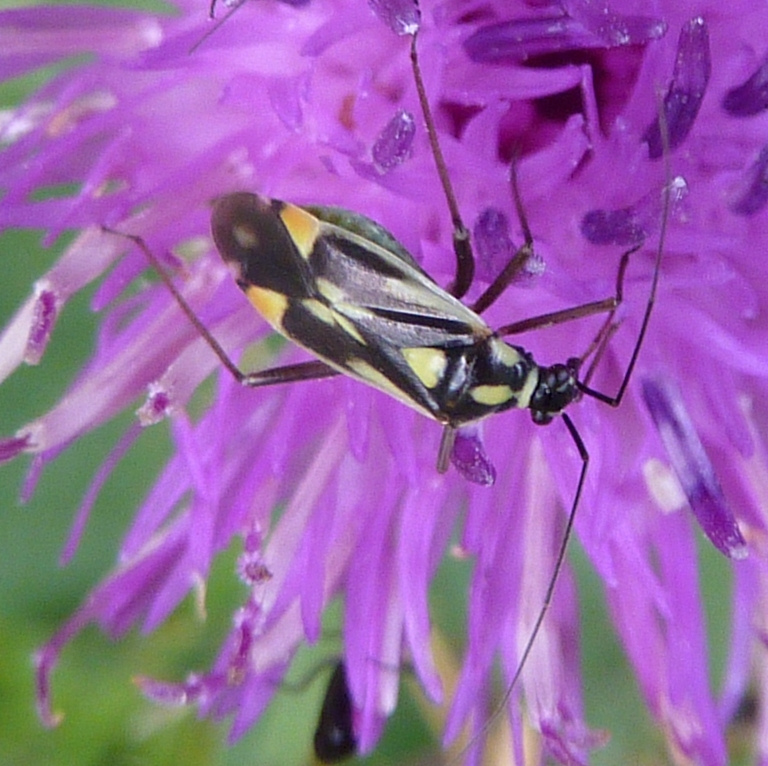
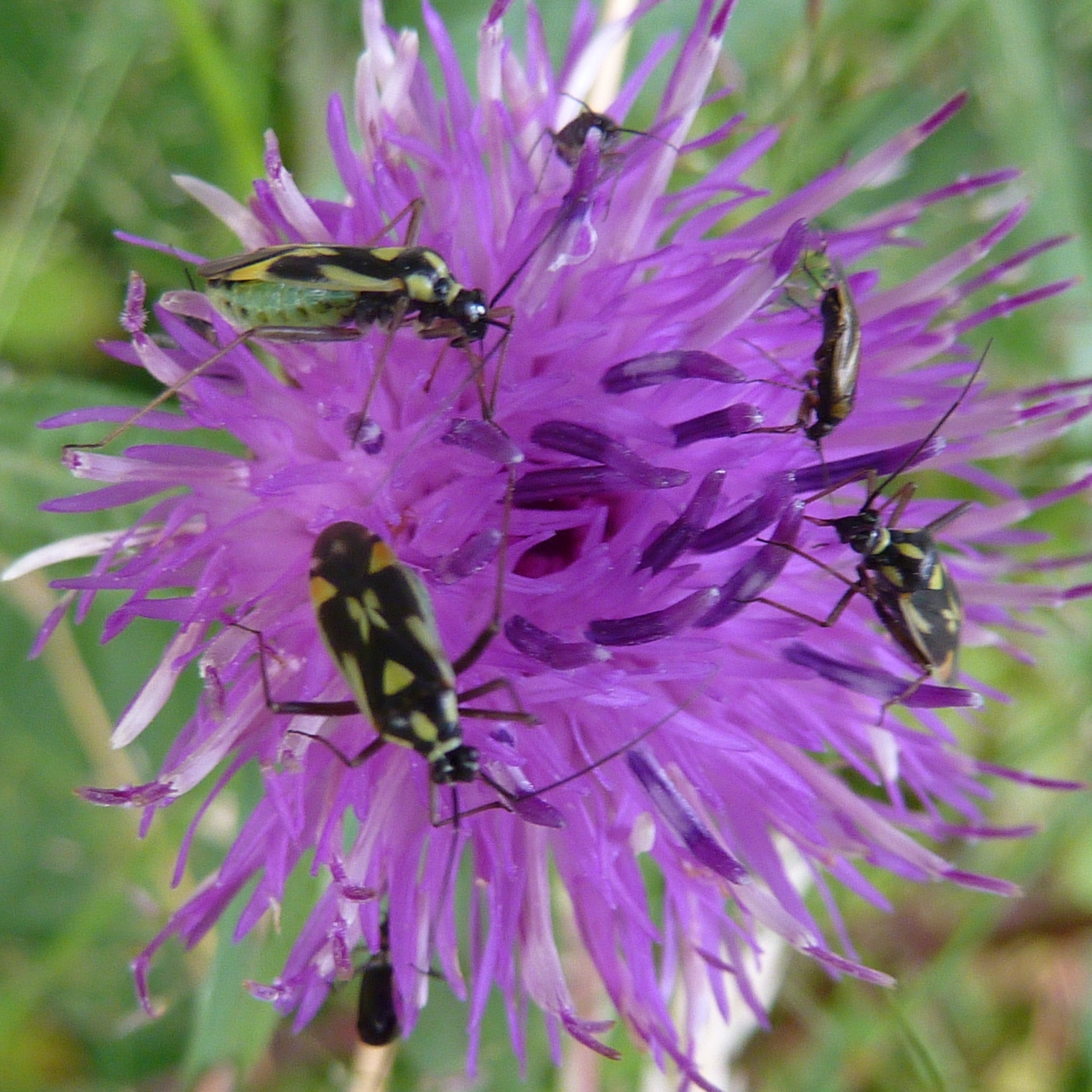
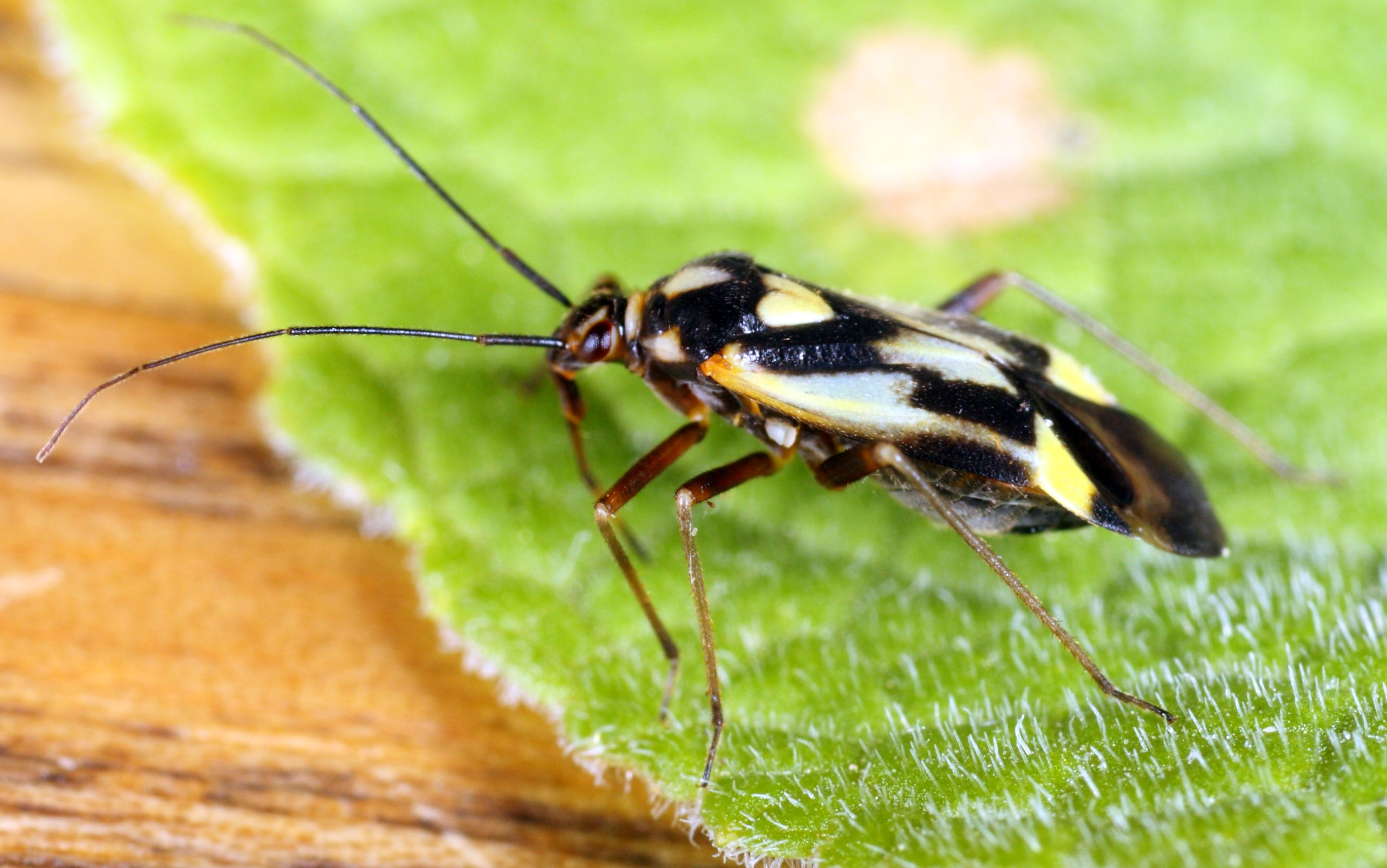
Hona